# 溫基夫齊區

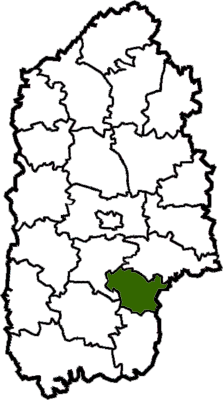
溫基夫齊區被撤銷前在赫梅利尼茨基州的位置

溫基夫齊區（烏克蘭語：Віньковецький район）是位於烏克蘭西部赫梅利尼茨基州的舊區，首府設於溫基夫齊，並於2020年被撤銷。該區面積653平方公里，2012年人口25,630，人口密度每平方公里39.25人。
49°1′59″N 27°14′1″E / 49.03306°N 27.23361°E